# 1210
Évszázadok: 12. század – 13. század – 14. század
Évtizedek: 1160-as évek – 1170-es évek – 1180-as évek – 1190-es évek – 1200-as évek – 1210-es évek – 1220-as évek – 1230-as évek – 1240-es évek – 1250-es évek – 1260-as évek
Évek: 1205 – 1206 – 1207 – 1208 –  1209 – 1210 – 1211 – 1212 – 1213 – 1214 – 1215

## Események
- szeptember 14. – Brienne-i János házasságot köt I. Mária jeruzsálemi királynővel.[1]
- A grúz seregek feldúlták Perzsia északi részét.
- III. Ince pápa kiközösítette IV. Ottó német-római császárt, mivel az seregével Dél-Itáliába vonult.
- Strassbourgi Gottfried megírta Trisztán című költői művét.
- Dán keresztes hadjárat Poroszországba.
- A västergötlandi és az östergötlandi seregek legyőzik Gestilrennél a dán seregeket, melyek az itt halálát lelt Sverker svéd kiskirály szövetségesei voltak.

## Születések
- II. Sancho portugál király († 1248)
- IV. Honoriusz pápa († 1287)
- Birger Jarl svéd államférfi
- X. Gergely pápa († 1276)